# Odilio Moro
Odilio Moro (S. Maria di Lestizza, 23 maggio 1954 – Ferrara, 21 ottobre 2017) è stato un calciatore e allenatore di calcio italiano, di ruolo centrocampista.

## Carriera
Cresce nel vivaio della SPAL di Paolo Mazza ed esordisce nella formazione estense disputando 10 partite nel campionato di Serie C 1972-1973, concluso dai ferraresi al primo posto. Nel novembre successivo, senza aver esordito nella serie cadetta, si trasferisce al Ravenna, per un ulteriore biennio in Serie C, nel quale conquista il posto da titolare.
Nel 1975 viene acquistato dalla Ternana. Con gli umbri esordisce in Serie B il 28 settembre di quell'anno, nella vittoria interna sul Piacenza, ed è titolare per due stagioni nella serie cadetta, collezionando 56 presenze in campionato e 7 in Coppa Italia e conquistando due salvezze. Lasciata Terni, si trasferisce al Brescia, sempre in Serie B: nella stagione 1977-1978 contribuisce con 33 presenze e 2 reti alla salvezza delle Rondinelle, mentre l'anno successivo ottiene il piazzamento a centroclassifica.
Dopo quattro stagioni di Serie B, accetta di scendere in Serie C1 passando al Piacenza, che punta a vincere il campionato. Moro viene impiegato spesso come fluidificante a sinistra, giocando da titolare l'intera stagione; la squadra si piazza al nono posto finale. Nel campionato successivo è ancora titolare della fascia sinistra, sotto la guida di Giacomo Losi prima e Bruno Fornasaro poi: gioca 29 partite segnando un gol, su punizione contro il Casale, e la formazione emiliana si salva solo nel finale di stagione.
Nel 1981 viene ceduto all'Arezzo, ma, dopo 6 presenze, nella sessione autunnale del calciomercato si trasferisce al Fano. In seguito milita per due anni nel Trento, sempre in Serie C1. Nel campionato 1984-1985 disputa la sua ultima stagione nella serie cadetta passando alla Sambenedettese, dove viene impiegato come rincalzo (13 presenze senza reti); scende in campo anche in Coppa Italia, nella sconfitta per 5-0 subita dai marchigiani sul campo della Juventus. Chiude la carriera giocando per una stagione nel Rimini, in Serie C1 e per una nel Bisceglie, in Serie C2.
Durante l'attività ha totalizzato 133 presenze e 2 reti in Serie B.

## Palmarès

### Club

#### Competizioni nazionali
- Serie C: 1

SPAL: 1972-1973